# Эрд, Томас
Томас Эрд (англ. Thomas Aird; 28 августа 1802 — 28 апреля 1876) — шотландский поэт.
По окончании Эдинбургского университета, стал издавать местный «Weekly Journal», в 1835—1863 гг редактировал «Dumfries Herold» и затем удалился в частную жизнь. Умер в апреле 1876 года в Эдинбурге. Эрд приобрел известность своими «Religions characteristics» (Эдинбург, 1827), за которыми вскоре последовал «The old bachelor in the old Scottish village» (Эдинбург, 1845, 1856), сборник рассказов и очерков из шотландской народной жизни, отличающихся большой искренностью и теплотой и имевших большой успех; из его поэтических произведений особенною популярностью пользуются «The devil’s dream». Кроме того, Эрд участвовал в «Blackwood’s Magazine» и издал под своей редакцией собрание стихотворений своего друга Д. М. Мойра, известного под псевдонимом Delta, и написал для этого издания биографию автора. Собрание стихотворений Эрда («Poetical Works») вышло в Эдинбурге в 1848 году и выдержало несколько изданий.